# Szabadkígyós
Szabadkígyós este un sat în districtul Békéscsaba, județul Békés, Ungaria, având o populație de 2.724 de locuitori (2011). 

## Demografie
Componența etnică a satului Szabadkígyós
     Maghiari (97,04%)
     Slovaci (2,12%)
     Necunoscut (0,13%)
     Alții (0,71%)
Componența confesională a satului Szabadkígyós
     Fără religie (31,57%)
     Romano-catolici (29,52%)
     Luterani (4,74%)
     Reformați (4,66%)
     Necunoscută (28,52%)
     Alte religii (1,87%)
Conform recensământului din 2011, satul Szabadkígyós avea 2.724 de locuitori. Din punct de vedere etnic, majoritatea locuitorilor (97,04%) erau maghiari, cu o minoritate de slovaci (2,12%). Apartenența etnică nu este cunoscută în cazul a 0,13% din locuitori. Nu există o religie majoritară, locuitorii fiind persoane fără religie (31,57%), romano-catolici (29,52%), luterani (4,74%) și reformați (4,66%). Pentru 28,52% din locuitori nu este cunoscută apartenența confesională.